# Baho
Baho (în catalană Baó) este o comună în departamentul Pyrénées-Orientales din sudul Franței. În 2009 avea o populație de 3.054 de locuitori.

## Evoluția populației
| An        | 1975  | 1982  | 1990  | 1999  | 2006  | 2009  |
| --------- | ----- | ----- | ----- | ----- | ----- | ----- |
| Populație | 1.449 | 1.672 | 2.027 | 2.490 | 2.874 | 3.054 |